# 栃木県道347号佐野田沼インター線

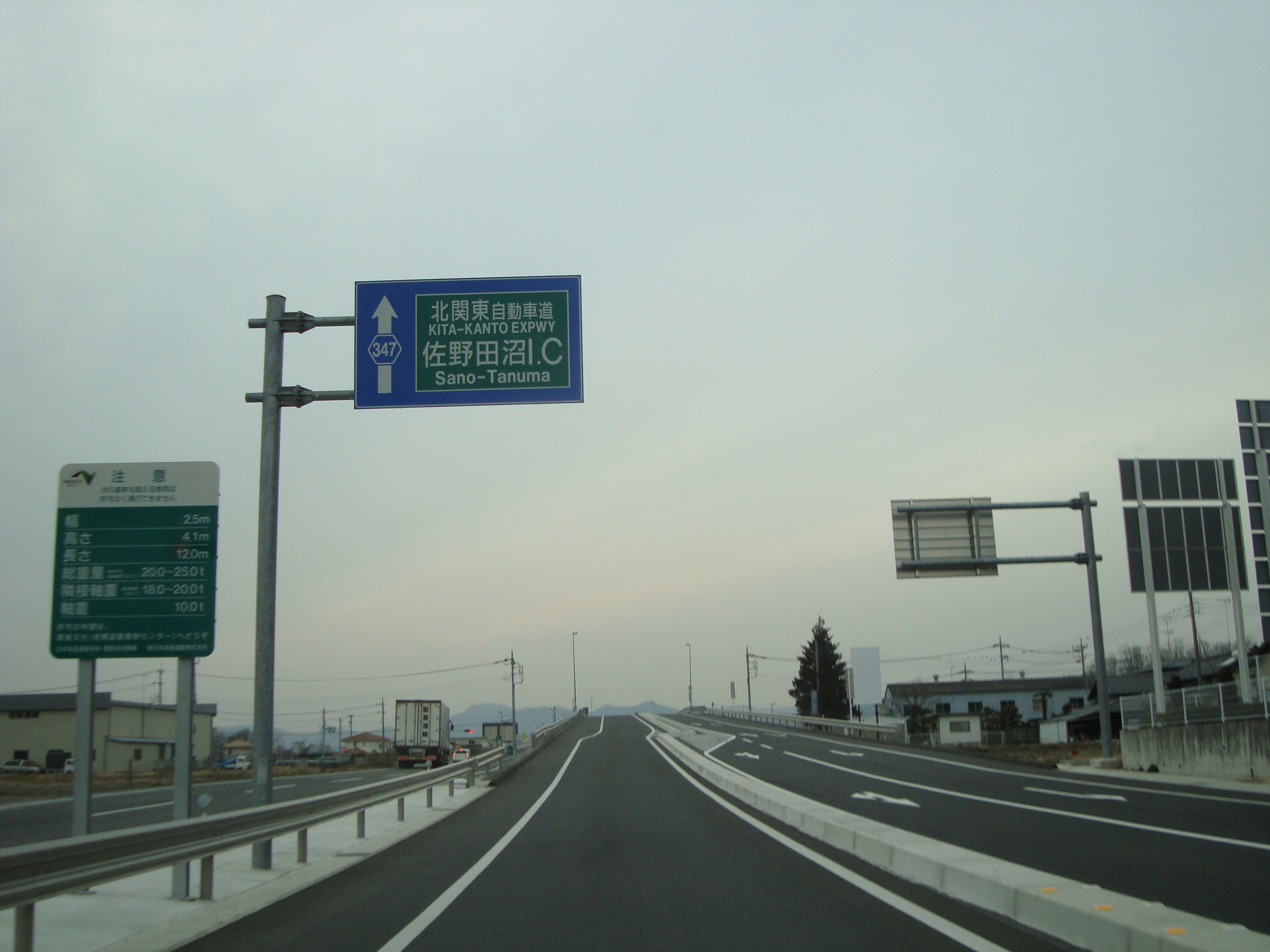
佐野市吉水町 起点付近

栃木県道347号佐野田沼インター線（とちぎけんどう347ごう さのたぬまインターせん）は、栃木県佐野市に位置する一般県道である。

## 概要
佐野市内を南北に縦断する県道佐野田沼線から北関東自動車道佐野田沼インターチェンジまでを連絡する取り付け道路。北関東自動車道岩舟ジャンクション - 佐野田沼インターチェンジ間開業に伴い2010年（平成22年）4月17日に供用開始した。

## 路線データ
- 総延長：0.432km[1]
- 起点：栃木県佐野市吉水町（栃木県道16号佐野田沼線交点）
- 終点：栃木県佐野市小見町（北関東自動車道佐野田沼インターチェンジ）
- 認定：1999年（平成11年）4月1日

## 歴史
- 1999年（平成11年）4月1日 - 一般県道田沼インター線として認定。
- 2010年（平成22年）1月5日 - 路線名を佐野田沼インター線へ変更[2]。
- 2010年（平成22年）4月17日 - 佐野田沼インターチェンジ開業に伴い供用開始[1]。